# Denemarken op het Eurovisiesongfestival 2017

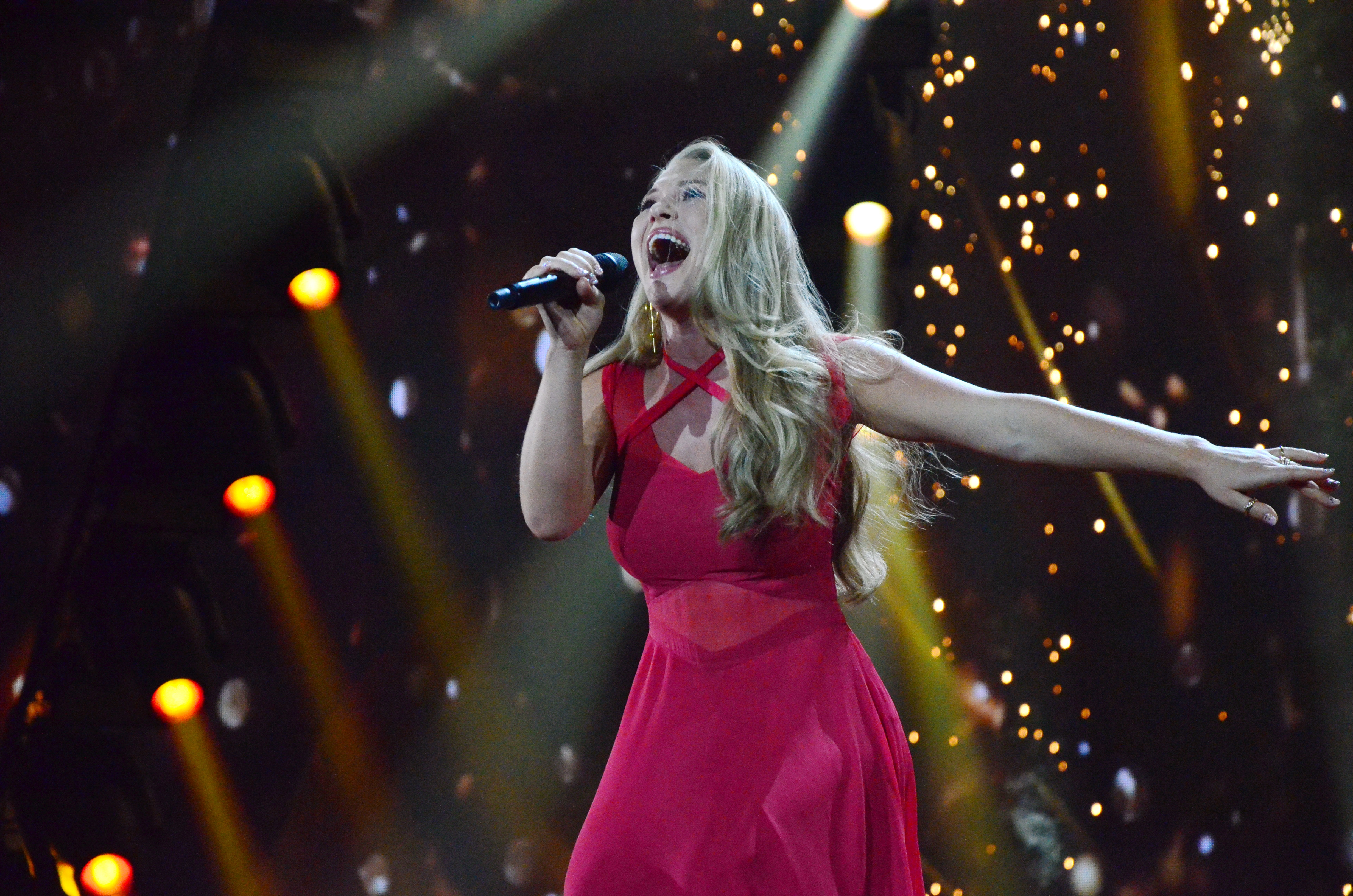
Anja Nissen tijdens de generale repetitie voor de finale van het Eurovisiesongfestival 2017

Denemarken nam deel aan het Eurovisiesongfestival 2017 in Kiev, Oekraïne. Het was de 46ste deelname van het land aan het Eurovisiesongfestival. DR was verantwoordelijk voor de Deense bijdrage voor de editie van 2017.

## Selectieprocedure
Reeds op 6 juni 2016 gaf de Deense openbare omroep aan ook te zullen deelnemen aan de 62ste editie van het muziekfestival. Net zoals de voorbije jaren werd de Deense vertegenwoordiger voor het Eurovisiesongfestival ook dit jaar weer gekozen via de Dansk Melodi Grand Prix. Van 6 juni tot 5 september 2016 kregen artiesten de kans om een lied in te zenden, waarna een vakjury onder alle kandidaten vijf tickets uitdeelde. Daarnaast nodigde de Deense openbare omroep zelf ook vijf artiesten uit voor deelname. In totaal ontving DR 1115 inzendingen, 133 meer dan in 2016 en een nieuw record.
Dansk Melodi Grand Prix 2017 vond plaats op zaterdag 25 februari 2017 in de Jyske Bank Boxen in Herning. De show werd net als in 2016 gepresenteerd door Annette Heick, ditmaal samen met Johannes Nymark. In een eerste fase stemden zowel een vakjury als het grote publiek op hun favoriete act. De top drie ging door naar de superfinale, waarin televoters en vakjury opnieuw mochten stemmen. Uiteindelijk ging Anja Nissen met de zegepalm aan de haal.

## Dansk Melodi Grand Prix 2017
| Volgorde | Artiest         | Lied             |
| -------- | --------------- | ---------------- |
| 1        | Ida Una         | One              |
| 2        | Thomas Ring     | Vesterbro        |
| 3        | Rikke Skytte    | Color my world   |
| 4        | Anja Nissen     | Where I am       |
| 5        | Calling Mercury | Big little lies  |
| 6        | Anthony         | Smoke in my eyes |
| 7        | René Machon     | Warriors         |
| 8        | Sada Vidoo      | Northern lights  |
| 9        | Jeanette Bonde  | Hurricane        |
| 10       | Johanna Beijbom | A.S.A.P.         |

Superfinale
| Plaats | Artiest         | Lied       | Stemmen |
| ------ | --------------- | ---------- | ------- |
| 1      | Anja Nissen     | Where I am | 64 %    |
| 2      | Ida Una         | One        | 26 %    |
| 3      | Johanna Beijbom | A.S.A.P.   | 10 %    |

## In Kiev
Denemarken trad aan in de tweede halve finale, op donderdag 11 mei 2017. Anja Nissen was als negende van negentien acts aan de beurt, net na Hongarije en gevolgd door Ierland. Denemarken eindigde als tiende en plaatste zich zo voor de finale. Daarin eindigde het land als twintigste.
1957 · 1958 · 1959 · 1960 · 1961 · 1962 · 1963 · 1964 · 1965 · 1966 · 1967-1977 · 1978 · 1979 · 1980 · 1981 · 1982 · 1983 · 1984 · 1985 · 1986 · 1987 · 1988 · 1989 · 1990 · 1991 · 1992 · 1993 · 1994 · 1995 · 1996 · 1997 · 1998 · 1999 · 2000 · 2001 · 2002 · 2003 · 2004 · 2005 · 2006 · 2007 · 2008 · 2009 · 2010 · 2011 · 2012 · 2013 · 2014 · 2015 · 2016 · 2017 · 2018 · 2019 · 2020 · 2021 · 2022 · 2023 · 2024 · 2025
Albanië · Armenië · Australië · Azerbeidzjan · België · Bulgarije · Cyprus · Denemarken · Duitsland · Estland · Finland · Frankrijk · Georgië · Griekenland · Hongarije · Ierland · IJsland · Israël · Italië · Kroatië · Letland · Litouwen · Macedonië · Malta · Moldavië · Montenegro · Nederland · Noorwegen · Oekraïne · Oostenrijk · Polen · Portugal · Roemenië · San Marino · Servië · Slovenië · Spanje · Tsjechië · Verenigd Koninkrijk · Wit-Rusland · Zweden · Zwitserland